# Eduard Makon
Eduard Makon, hrvatski bosanskohercegovački bivši nogometaš. Igrao za Željezničar iz Sarajeva. Počevši od sezone 1931./32. igrao je za Željezničar jedanaest sezona u razmaku od 21 godine. Željezničar je tad igrao u rangu sarajevskog nogometnog podsaveza i podsaveznoj ligi, a u poslijeratnoj karijeri u Željezničaru bio je u Drugoj saveznoj ligi, Republičkoj ligi i Podsaveznoj ligi grada Sarajeva, Prvi razred.